# Lago de Tarasp
O Lago Tarasp é um lago localizado no município de Tarasp, mesmo às portas da cidade no cantão de Grisons, Suíça. A sua superfície é de de 2 ha.